# Prados (Minas Gerais)
Prados es un municipio brasileño del estado de Minas Gerais. Su población estimada en 2018 es de 8 979 habitantes, según el Instituto Brasileño de Geografía y Estadística (IBGE).

## Historia
Según la tradición, el poblamiento local se dio a través de una bandeira encabezada por una familia de apellido Prado. Ellos dieron origen a un núcleo de minería que, más tarde, se convirtió en el Arraial de Nuestra Señora de la Concepción de Prados. En 1752 se creó el distrito de Prados, siendo elevado a la categoría de municipio en 1890, desmembrado de Tiradentes.

## Clima
Según la clasificación climática de Köppen, el municipio se encuentra en el clima tropical de altitud Cwa.

## Transporte
La ciudad conserva el edificio de la antigua estación de Prados del Ferrocarril Oeste de Minas, inaugurada en 1881 y cerrada en diciembre de 1984. La línea conectaba São João del-Rei con Antônio Carlos.

## Turismo
El centro histórico de esta ciudad mantiene iglesias y caserones en buen estado de conservación. Prados conserva también su tradición musical que
tiene origen en las ceremonias religiosas de los siglos XVIII y XIX. En el mes de julio, se celebra un festival de música erudita. También se destacan las artesanías, a lo largo de la avenida principal.

## Circunscripción eclesiástica
La parroquia local pertenece a la diócesis de São João del-Rei.